# موشک دلیله
موشک دلیله (به انگلیسی: (Delilah (missile) نوعی موشک کروز است که توسط صنایع نظامی اسرائیل ساخته شده و برای هدف قراردادن اهداف متحرک و با قابلیت جابجا شدن مورد استفاده قرار می‌گیرد. خطای اصابت (دایره خطا احتمالی)این نوع موشک کمتر از ۱ متر اعلام شده‌است.